# Nordion

Logo der ehemaligen MDS

Nordion ist ein kanadisches Unternehmen mit Firmensitz in Ottawa. Nordion stellt verschiedene Produkte der Pharmaziebranche und Medizintechnik her. Nordion beschäftigt rund 350 Mitarbeiter. (Stand 2018)

## Geschichte
Das Unternehmen wurde von fünf ehemaligen IBM-Angestellten am 17. April 1969 als Medical Data Sciences Limited gegründet und bereits 1973 umbenannt in MDS Health Group Limited. Seit 1996 hieß es nur noch MDS Inc.
Im Jahr 2010 wurde die Firma des Unternehmens in Nordion Inc. geändert. Dieser Name ergab sich aus dem pharmazeutischen Unternehmen Nordion, welches bereits 1991 von MDS übernommen wurde. Seit 2014 gehört Nordion zu Sotera Health.